# Balladyna
Balladyna est un drame romantique en cinq actes, écrit par Juliusz Słowacki à Genève en 1834 et publié à Paris en 1839.

## Résumé
Balladyna et Alina sont deux sœurs qui vivent avec leur mère dans une pauvre chaumière dans la forêt. Goplana, une nymphe, la reine du lac Gopło (pl), amoureuse de l'amant de Balladyna, Grabiec, se mêle des affaires humaines par sa jalousie et confond leurs destins. Le riche comte Kirkor arrive à la chaumière des sœurs, conduit par Skierka, le serviteur de Goplana. Goplana espère que Kirkor tombera amoureux de Balladyna et que le Grabiec ne restera que pour elle. Cependant, son servant, Skierka, fait en sorte que le comte tombe amoureux des deux sœurs.
Pour gagner un mari, les filles s'affrontent en cueillant des framboises. Celle des sœurs qui ramasse la première une cruche pleine doit prendre Kirkor pour époux. Lorsque Alina gagne, Balladyna la tue d'un coup de couteau. Le seul témoin de ce crime est Grabiec, transformé par Goplana en saule pleureur. À la maison, Balladyna explique l'absence de sa sœur en disant qu'Alina s'est enfuie avec son amant. Balladyna se souvient du crime par une tache sanglante sur son front qui ne peut être lavée, ainsi que par les cauchemars et les remords qui la tourmentent. Le corps d'Alina est retrouvé par le berger Filon, qui tombe amoureux de la jeune fille morte.
Peu après le mariage, Kirkor part pour la bataille de Gniezno afin de reprendre le trône du roi légitime, Popiel III, qui a été banni de son palais et vit en ermite dans la forêt. Les invités du mariage sont sur le point d'arriver au château. Balladyna a honte de sa mère et la fait enfermer dans une tour. Une idylle naît entre Balladyna et Fon Kostryn, un chevalier de Kirkor. Balladyna se rend chez l'Ermite pour faire disparaître la tache sur son front. Mais celui-ci sait lire dans le cœur des gens et apprend la vérité sur le crime. La scène est observée par Kostryn, qui connaît le secret de son amant. Ensemble, ils tuent (bien que ce soit Balladyna qui porte le coup fatal) un messager du duc, le chevalier Gralon, qui a apporté un coffre à Balladyna, cadeau de son mari. Cette mort n'était pas nécessaire, mais les amants deviennent ainsi complices du crime, ce que voulait Kostryn.
Une fête est organisée au château, à laquelle assistent, entre autres, le Fossoyeur sous les traits du roi sonneur de cloches que lui a confectionné Goplana, et les serviteurs de la nymphe, Skierka et Chochlik. Balladyna renie sa mère et ordonne qu'elle soit bannie du palais. Au son d'une mélodie jouée par Chochlik et d'un chant mystérieux racontant l'histoire de son crime, Balladyna sombre dans la folie. Elle entend des voix de l'au-delà, le fantôme d'Alina lui apparaît, elle le chasse jusqu'à ce qu'elle s'évanouisse. La nuit, Balladyna tue le fossoyeur endormi. Avec son amant, elle lui prend la couronne de Popiel - symbole du pouvoir royal légitime, que Grabiec a reçu de Goplana - et part ensuite avec son armée vers Gniezno pour prendre le pouvoir.
Au cours de la bataille, Fon Kostryn vainc l'armée de Kirkor, tandis que Kirkor lui-même meurt sur le champ de bataille. Après la bataille, Balladyna se débarrasse du Fon Kostryn en lui donnant un morceau de pain tranché avec un couteau empoisonné. Kostryn meurt bientôt dans d'atroces souffrances, après avoir été averti du pouvoir de Balladyna avant sa mort.
Balladyna devient reine. Le chancelier l'informe que, selon la tradition, la nouvelle souveraine doit régler plusieurs affaires judiciaires portées par ses sujets. La première est l'affaire de l'empoisonnement du Fon Kostrin portée par les médecins. Balladyna est contrainte de condamner à mort le tueur inconnu. L'affaire suivante est celle du meurtre d'Alina, portée par Filon. Là encore, Balladyna condamne à mort le meurtrier inconnu. Une veuve, la mère de Balladyna, aveuglée par la foudre, entre au palais et se plaint de sa fille, qui a renié sa mère et l'a bannie du château pendant un orage. Mais elle refuse de révéler le nom de sa fille et meurt sous la torture. C'est la reine Balladyna qui est la fille bannie. Contrainte par le Chancelier de rendre sa sentence, elle prononce à nouveau la peine de mort. Cette triple condamnation de Balladyna est exécutée par Dieu lui-même : il la foudroie et la tue.

## Création

### Description de la pièce
Le drame était probablement destiné à être l'une des six parties du cycle de chroniques prévu par Słowacki sur la fabuleuse histoire de la nation (Lilla Weneda (pl) était une continuation de l'idée),. Au début de l'ouvrage, une lettre de dédicace (Apologon) dédie Balladyna à Zygmunt Krasiński, l'auteur d'Irydion (pl), qui tenait l'œuvre de Słowacki en haute estime,. La première de Balladyna a lieu le 7 mars 1862 au ]théâtre Maria Zankovetska de Lviv. Ce n'est pas une coïncidence si le nom du personnage principal fait référence à une ballade, qui comporte généralement des motifs fantastiques et des éléments de croyances folkloriques.

### Manuscrit
Le manuscrit de Balladyna, qui est une copie complète du drame, se trouve dans la collection de la Bibliothèque nationale (référence Rps 6001 II),. Il se compose de 84 pages reliées mesurant 24,5×18 cm,. Le texte du manuscrit est écrit d'une belle écriture, sans indications à l'imprimeur, avec peu de corrections, plus soigneusement que dans les autres manuscrits connus de Słowacki.
Il existe des différences mineures par rapport à la première impression du drame (y compris le titre original de l'œuvre sous la forme Balladina),. La première impression de Balladyna a été préparée sur la base d'un autre manuscrit, aujourd'hui inconnu, que Słowacki a envoyé en 1838 à son éditeur Eustache Januszkiewicz. On suppose que l'impression originale a été réécrite sans le consentement de l'auteur, comme le suggèrent les mots du testament de Słowacki : « Corriger Beniowski selon la copie que j'ai en ma possession, Balladyna selon le manuscrit » (il s'agit peut-être du manuscrit qui se trouve actuellement à la Bibliothèque nationale). Le texte du manuscrit conservé a été lu et commenté pour la première fois en 1927 par Józef Kallenbach (pl), et dans les années 1950, ces résultats ont été vérifiés par Eugeniusz Sawrymowicz (pl). Le manuscrit a été utilisé à de nombreuses reprises par les textologues travaillant sur les éditions ultérieures des œuvres de Juliusz Słowacki.
Le manuscrit a été remis par Słowacki à Józef Alojzy Reitzenheim (pl), puis en 1874 par Reitzenheim à Stanisław Tarnowski, comme l'indique une note : « Manuscrit de Słowacki lui-même remis par lui à son ami M. Józef Reitzenheim, et par ce dernier à moi, à Paris en avril 1874. St. Tarnowski »,. En 1937, le manuscrit est racheté à Zdzisław Tarnowski (pl), neveu de Stanisław, par la Bibliothèque nationale.
En 1939, à l'occasion du 130e anniversaire de la naissance de Juliusz Słowacki, une exposition est organisée à Kremenets, pour laquelle la Bibliothèque nationale prête, entre autres, le manuscrit de Balladyna qu'elle possède. Le manuscrit, ainsi qu'une partie de la collection, revint à Varsovie fin 1943 grâce aux efforts des bibliothécaires polonais liés à la Bibliothèque d'État établie par les forces d'occupation et au soutien du directeur allemand des bibliothèques de Varsovie, Wilhelm Witte. Józef Grycz (pl), l'intendant polonais de la bibliothèque d'occupation, a placé les manuscrits et autres collections dans son bureau de la rue Rakowiecka et, après la chute de l'insurrection de Varsovie, a décidé de remettre la collection aux militaires allemands, qui devaient organiser le retrait des collections culturelles les plus précieuses de Varsovie. Grycz, qui savait que les Allemands prévoyaient d'incendier Varsovie, pensait qu'il y avait une chance de récupérer les collections déportées à l'avenir, alors que les laisser à Varsovie les exposerait à une destruction irréversible. Les Allemands transportent la collection et le manuscrit au château de Fischhorn à Zell am See en Autriche, d'où ils retournent en Pologne en 1946. En 2021, le manuscrit est inscrit sur la liste nationale polonaise du programme Mémoire du monde de l'UNESCO.